# 보이치에흐 야루젤스키
보이치에흐 비톨트 야루젤스키(폴란드어: Wojciech Witold Jaruzelski, 1923년 7월 6일 ~ 2014년 5월 25일)는 폴란드 인민공화국의 군인, 정치인이자 폴란드의 대통령이다.
소련과 나치 독일 점령 시절 동안에는 소련 및 폴란드에서 복무한 후, 1947년에 폴란드 통일노동자당에 입당하였다.
1956년 10월 콘스탄틴 로코솝스키가 소련으로 귀국한 이후 폴란드 인민군 지휘부에 소속되었고, 1968년 폴란드 인민공화국 국방장관에 오르면서 실권을 장악했다.
1981년 1월 에드바르트 기에레크의 실정을 비판하고 스스로 폴란드 통일노동자당 제1서기로 선포하고 군사계엄령을 선포했다.

## 어린 시절
루블린주 쿠루프에서 상류 집안의 아들로 태어난 야루젤스키의 혈통은 자신이 양대전 사이의 폴란드 사회 상류 인사에서 오면서 간신히 무산 주의로 불리었다. 그의 부친은 양대전 사이의 폴란드 육군의 위신 병과 기마대에서 복무하였다. 동부 폴란드와 그 사회적 환경으로 그의 가족의 인연들은 그를 러시아-폴란드 경계의 크레시에서 비롯된 마지막 정치적 인물들 중의 하나로 만들었다.
바르샤바 근처에 있는 로마 가톨릭교회 계통의 기숙사 학교에서 교육을 받은 것을 제외하고는 야루젤스키의 초기 생애에 대하여 알려진 것이 별로 없다. 제2차 세계 대전이 터지자, 가족과 함께 리투아니아로 피신하였으나 리투아니아 마저 소련에 병합되어 그의 가족은 시베리아로 강제 이주하였다. 혼자 살아남은 야루젤스키의 장기적 모험은 자신이 카라간다 탄광으로 보내진 소비에트 중앙 아시아에서 끝났다.

## 군사 경력

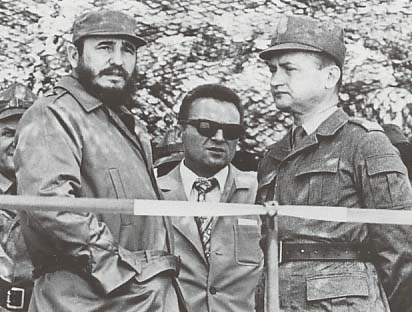
피델 카스트로와 야루젤스키 (1972년)

폴란드 망명자들의 세상에 사는 동안에 야루젤스키는 자신이 결국 폴란드로 귀국하는 데 이끈 관념적 전환을 만들었다. 1943년 모스크바에서 남부로 100 마일 떨어진 랴잔에 도착하여 소련이 후원하는 폴란드 육군을 위한 사관 학교에서 수학하였다. 졸업 후, 그는 제 1 폴란드 육군에 입대하여 소련군의 베를린 침공에 참가하였다.
명확하게 믿음직하다고 숙고된 야루젤스키는 1945년과 1947년 사이에 폴란드에서 반공 지하 운동의 전쟁 이후 진압에서 자신의 전투 경험을 더욱 촉진시켰다.
그는 1947년 고등 보병 학교와 1948년부터 1951년까지 바르샤바 참모 학교에서 수학하였다. 그는 1947년 정식으로 폴란드 공산당, 이듬해 당의 후임 폴란드 연합노동자당에 입당하였다. 1956년 그는 폴란드 육군의 최연소 준장이 되었고, 1년 후에 제 12 동력 사단의 사령관이 되어 1960년까지 복무하였다. 사단 장군으로 진급된 그는 작전 사령부에서 육군의 주요 정치적 행정부의 우두머리(1960년 ~ 1965년)로 옮겨졌다.
2년 후, 그는 추가적인 국방부의 부장관(1962년 ~ 1968년) 직을 획득하였고, 1965년부터 1968년까지 참모 총장을 지냈다. 그는 병역 장군으로 진급되어 1968년 3월 국방부 장관이 되었다.

## 정치 경력

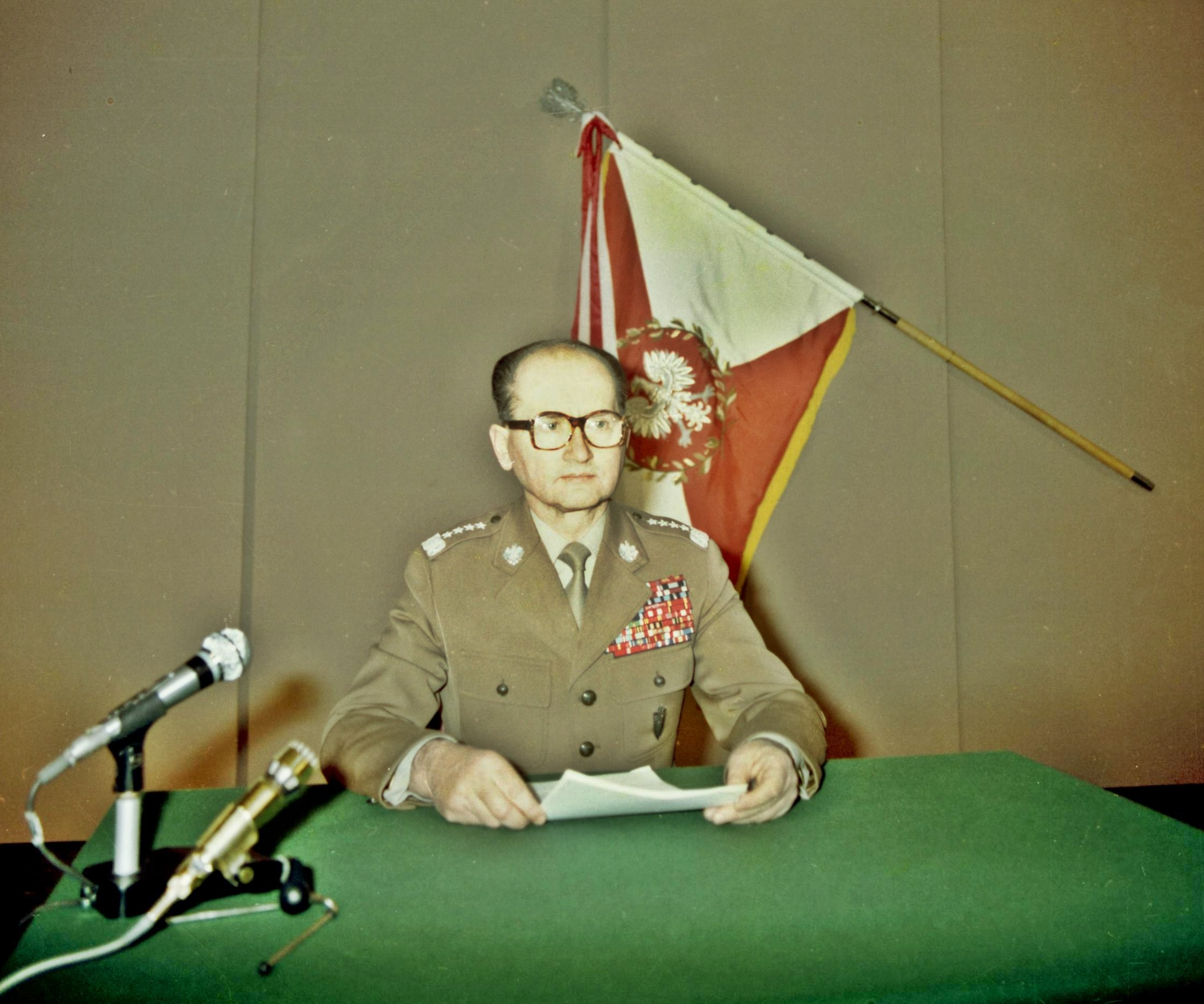
계엄령을 선포하는 야루젤스키 (1981년)

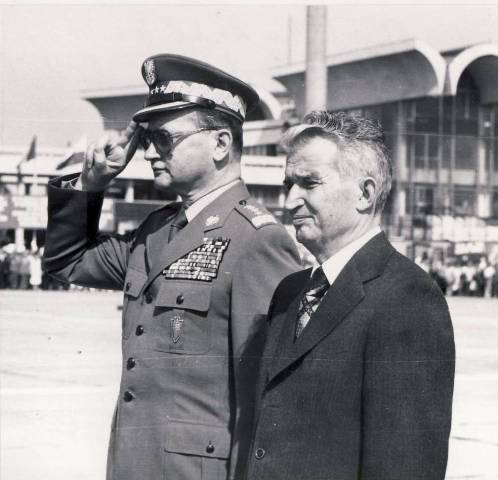
니콜라에 차우셰스쿠와 함께

통일노동당에서 야루젤스키의 대등한 추진은 그의 자라나는 정치적 중요성을 나타냈다. 1964년 당의 중앙위원회, 1970년 정치국에 들어갔다. 야루젤스키가 정치적 인물로 나타낸 때는 1960년대 후반과 1970년대 초반 뿐이었다. 그는 1968년 바르샤바 조약 기구 군대의 체코슬로바키아 침공에서 폴란드군의 이용을 허용하였으나 보고적으로 항의하는 근로자들에 대항하는 육군에 의한 치명적 군대의 이용을 반대하였다.

### 권력 장악
1980년 8월 자유 노조의 탄생이 정치적 위기의 폴란드의 순환에서 공산당 통치에 가장 근본적 도전을 나타냈다. 통일노동당 권위의 붕괴와 위기의 방어적 결의를 위한 소련의 압력은 야루젤스키와 폴란드 정치의 전방으로 군사에 추진하였다. 1981년 2월 총리가 되고, 그해 10월 당서기장을 겸임하였다.
자유 노조를 향한 야루젤스키의 정책은 대화와 위협의 기이한 혼합을 대표하였다. 11월 그는 자유 노조의 지도자 레흐 바웬사와 가톨릭 대주교 요제프 클렘프와 회담에서 협정을 추구하였다. 그는 자유 노조를 배제하고 당의 통치의 재설립을 위하여 폴란드의 해결 방법을 찾아야 하였다.
그의 정치적 궁지에 야루젤스키의 답변은 12월 13일 계엄령의 선포였다. 계엄령을 강요하는 데 자신의 결정을 위하여 그는 소련의 개입으로부터 국가를 구하는 데 애국자로서 평판을 얻음으로 비판을 받았다. 하룻밤에 그는 자유 노조를 분쇄하였다.
계엄령 선포에 이어 10년간에 야루젤스키는 견고하게 폴란드 정치의 통치에 있었다. 그는 공산당을 재건하고, 야당을 진압하고 폴란드 경제의 보건을 복구하는 데 시도한 "표준화" 프로그램을 발표하였다. 계엄령의 공식 상승 이후에 그는 국가에 자신의 프로그램을 강요하는 데 시도하였다. 1986년으로 봐서 표준화는 떨어졌는 데 통일노동당이 당파적과 혼란적으로 남아있었고, 지하 운동의 자유 노조가 생존하여 정당화된 폴란드 사회에서 성공하였으며 폴란드의 경제는 쇠퇴하였다.

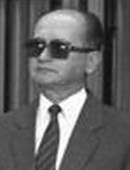
1987년의 야루젤스키

### 자유 노조와 협상
표준화의 실패와 소련에서 미하일 고르바초프의 등장은 야루젤스키의 경력에서 가장 드라마적인 회전을 위한 방향을 가능하게 하였다. 자신의 정권의 권위가 어느 정도 침식되고 크렘린이 고르바초프에 의하여 포기된 폴란드의 국내 정세에 기권하면서 야루젤스키는 야당과 화해에 도달하기로 결정하였다. 1988년 후반 야당과 예비적 접촉들이 형식적인 대화들을 위한 방향을 가능하게 하였다. 새해에 사건들이 재빠르게 움직였는 데 1월 자유 노조가 다시 합법화되었고, 4월 정부는 자유 선거를 위하여 방향을 제거한 역사적 원탁 협정에 도달하였으며 6월 비밀 투표는 자유 노조를 성원하는 데 확정하였고 공산당을 위한 성원의 부족함을 가까이 완료하는 데 나타났다.
원탁 협정 아래 폴란드의 대통령직은 5년간의 직위를 영유하는 야루젤스키의 전망과 함께 강화되었다. 1989년 6월 4일 그는 폴란드 국회에서 단 하나의 투표의 다수에 의하여 대통령으로 선출되었다.
원탁 협정은 폴란드와 동유럽에서 둘다 정치적 변화를 빠르게 하였다. 8월 타데우시 마조비에츠키가 2차 대전 이래 폴란드의 첫 비공산당 총리가 되어 공산당 통치의 거의 반세기를 휩쓴 동유럽 혁명을 유발시켰다.
민주적 개혁을 위한 지속적인 발효의 장점을 택한 바웬사는 이제 원탁 협정의 폐지와 인기있는 대통령 선거를 보유하기 위하여 간청하였다. 야루젤스키는 1990년 11월 후순에 선거를 세웠다. 바웬사가 자신의 후보력을 선언할 때 야루젤스키는 대통령직을 사임하기로 선택하였다.

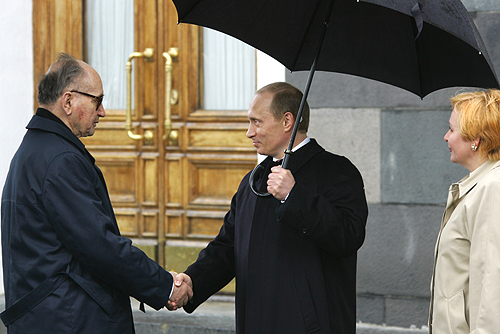
제2차 세계 대전 종말 60주년을 위하여 모스크바를 방문한 야루젤스키를 블라디미르 푸틴 대통령이 영접하는 모습 (2005년)

## 이후의 세월
1996년 11월 폴란드 국회는 야루젤스키가 계엄령을 선포한 것에 그를 고발하지 않기로 투표하였다. 의견 투표에서 폴란드 국민의 54%가 그의 결정과 동의하였다.
2010년 이래 폐렴과 투병해 온 그는 2014년 5월 25일에 92세의 나이로 바르샤바의 병원에서 사망하였다. 그의 시신은 화장되어 바르샤바의 포봉즈키 군사 묘지에 안치되었다.

## 역대 선거 결과
| 선거명      | 직책명          | 대수 | 정당                | 득표율 | 득표수 | 결과 | 당락 |
| ----------- | --------------- | ---- | ------------------- | ------ | ------ | ---- | ---- |
| 1989년 선거 | 폴란드의 대통령 | 1대  | 폴란드 연합노동자당 | 50.28% | 270표  | 1위  |      |